# Claudette Abela Baldacchino
Pour les articles homonymes, voir Baldacchino.
 (janvier 2015).
Si vous disposez d'ouvrages ou d'articles de référence ou si vous connaissez des sites web de qualité traitant du thème abordé ici, merci de compléter l'article en donnant les références utiles à sa vérifiabilité et en les liant à la section « Notes et références ».
Claudette Abela Baldacchino, née le 17 février 1973, est une députée européenne maltaise élue pour la première fois lors des élections européennes de 2009 le 24 avril 2013 en remplacement de Louis Grech, nommé vice-premier-ministre chargé des affaires étrangères. Issue du Parti travailliste, elle siège au sein du groupe Alliance progressiste des socialistes et démocrates au Parlement européen.

## Biographie
Claudette Abela Baldacchino est diplômée d'études sociales en 1999 et licenciée d'administration sociale en 2005. Après avoir travaillé dans la fonction publique, elle s'est fait connaître comme journaliste présentatrice de journal télévisé et productrice pour la télévision, la radio et la presse entre 1995 et 2011.
Elle entre en politique comme conseillère municipale puis adjointe au maire de Qrendi de 1996 à 2013, secrétaire du comité local de Qrendi, section jeunesse, membre puis vice-présidente de l'association des conseils locaux et membre du comité des régions entre 2005 et 2013, elle est présidente de la Regjun Xlokk (2005-2009) et de la Regjun Nofsinhar (2009-2013). Membre du comité exécutif et secrétaire internationale de la section féminine du Parti travailliste entre 1998 et 2011, elle est présidente de la section locale et membre de l'administration du Parti travailliste de 2009 à 2011.
Membre du Congrès des pouvoirs locaux et régionaux du Conseil de l'Europe, elle est rapporteure pour avis sur les services d'intérêt général en milieu rural de 2005 à 2013. Vice-présidente du groupe PSE au Comité des régions, elle est désignée coordinatrice du programme du PSE pour les élections de 2009 au Parlement européen par le groupe PSE du Comité des régions. Elle est aussi vice-présidente du groupe socialiste au Congrès des pouvoirs locaux et régionaux du Conseil de l'Europe entre 2009 et 2013, elle est rapporteure pour avis sur la feuille de route pour l'égalité entre les femmes et les hommes et sur la communication de la Commission européenne et la directive du Conseil sur la non-discrimination.